# Saipan
Saipan  je istodobno administrativno središte i otok od 48 220 stanovnika samoupravnog Otočkog teritorija Sjedinjenih Američkih Država, Sjevernomarijanskih otoka.

## Geografska obilježja
Saipan je jedan od 14 otoka sjevernomarijanskog otočja velik 120 km²na zapadu Tihoga oceana. On uz manji susjedni otok Tinian i nešto udaljeniji Rota, predstavlja najjužnije otoke tog otočja. To je mali brdoviti otok, dug 23 km, a širok do 8 km. Najviša točka je brdo Takpochao visoko 471 m.
Lokalna vlada i parlament ima sjedište na Capital Hillu, leži na sredini otoka Rarotonge između naselja Tanapag i San Vicente, a sjedište suda je u naselju Susupe.

## Povijest
Saipan je od 1565. do 1899. bio pod španjolskom vlašću, a od 1899. do 1914. pod vlašću Njemačkog Carstva.Nakon Prvog svjetskog rata Liga naroda povjerila je mandat 1920. nad otočjem i Saipanom Japanu.
Za vrijeme Drugog svjetskog rata, od lipnja do srpnja 1944. na Saipanu su se vodile krvave bitke kad se američka vojska iskrcala na otok. U bitkama za otok poginulo je 3500 američkih vojnika i oko 30 000 Japanaca, između ostalih i velik broj civila, koji su izvršili samoubojstvo bacivši se s klisure Banzai u more. Posljednjih godina rata Saipan je pretvoren u značajnu bazu američke vojske.
Između 1953. do 1962. Saipan je bio pod izravnom upravom Ratne mornarice SAD-a, a od 1962. do 1986. formalno teritorij pod zaštitom Ujedinjenih naroda u realnosti dat na upravu Sjedinjenim Američkim Državama.

## Gospodarstvo i promet
Najznačajnija gospodarska djelatnost je turizam s popratnim djelatnostima. Uz to se stanovnici bave i poljoprivredom, uzgaja se taro, manioka, jam, kruhovac i banane.
Saipan ima prilično veliku teretnu luku Tanapag, i Međunarodnu zračnu luku Saipan (IATA: SPN, ICAO: PGSN).

## Vanjske poveznice
- The CNMI Guide - Your guide to Saipan, Tinian and Rota
- Saipan na portalu Encyclopædia Britannica